# Apocephalus aequalis
Apocephalus aequalis är en tvåvingeart som beskrevs av Brown 2002. Apocephalus aequalis ingår i släktet Apocephalus och familjen puckelflugor. Inga underarter finns listade i Catalogue of Life.